# Закаспийская область
Закаспийская область (также Закаспийский край) — административная единица в Российской империи, существовавшая в 1881—1919 годах. Административный центр — г. Асхабад.
Область учреждена 6 (18) мая 1881 в составе Ахалтекинского, Красноводского и Мангышлакского уездов. Передана в ведение Туркестанского генерал-губернатора 26 декабря 1897 (7 января 1898). Территория области окончательно оформилась к 1890 году.

## География

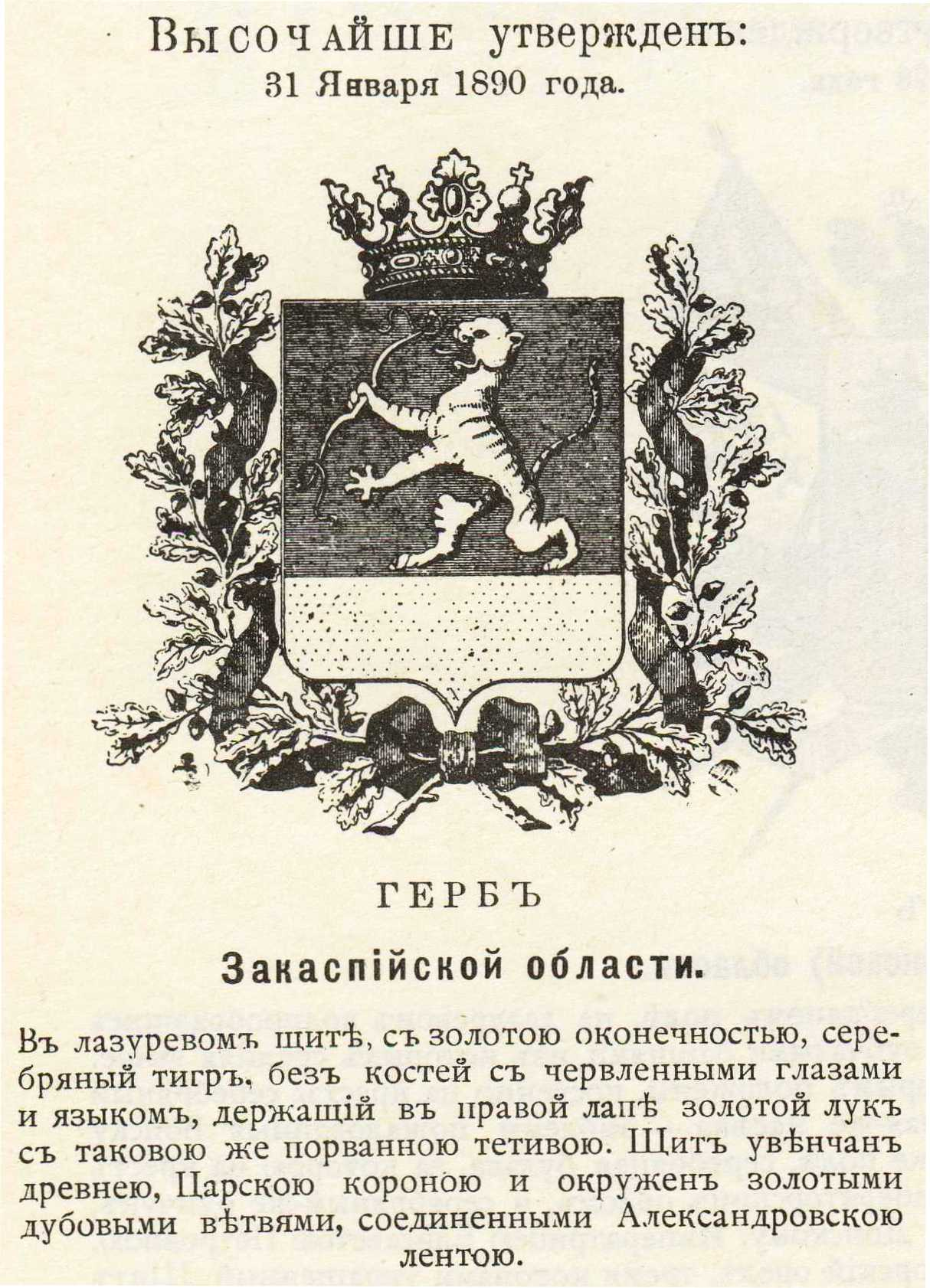
Герб области с оф.описанием (1890)

Закаспийская область Российской империи занимала пространство между восточными берегами Каспийского моря и западными окраинами Бухарского эмирата и Хивинского ханства, доходя на севере до Уральской области, а на юге до Персии и Афганистана с центром в Красноводске, после расширения территории и строительства Асхабада в 1881 году столица была перенесена туда. В 1886 году вошла в качестве области, наряду с другими среднеазиатскими областями, в образованный Туркестанский край.
30 апреля 1918 года область стала частью Туркестанской АССР. В июне 1920 года территория Мангышлакского уезда вместе с несколькими волостями Красноводского уезда объединены в Адаевский уезд, переданный в октябре того же года Киргизской (Казакской) АССР. 7 августа 1921 года Закаспийская область была переименована в Туркменскую область. 27 октября 1924 года Туркменская область преобразована в Туркменскую ССР в результате национально-территориального размежевания.
Вследствие неопределённости границ Закаспийской области с другими регионами империи точная площадь её неизвестна; по Стрельбицкому, она занимает с внутренними водами 554 900 км² (487 557,2 кв. версты), а по сведениям местной администрации — около 571 000 км² (501 696 кв.вёрст).
Население Закаспийской области по данным переписи 1897 года: 382 487 человек (212 638 мужчин и 169 849 женщин), из них городских жителей — 41 877.

## Органы власти

### Административное деление
В 1881 году Закаспийская область делилась на Ахалтекинский округ и Красноводское и Мангышлакское приставства. В 1882 округ и приставства были преобразованы в уезды.
В 1884 году были образованы 2 округа: Мервский (делившийся на Иолотанское и Серахское приставства) и Тедженский. Через год в Мервском округе образовано Пендинское приставство, а ещё через год в Ахалтекинском уезде образовано Атекское приставство.
В 1890 Мервский и Тедженский округа были преобразованы в уезды. Ахалтекинский уезд переименован в Асхабадский. Одновременно образованы новые приставства: Дурунское в Асхабадском уезде; Кара-Калинское и Чикишлярское — в Красноводском.
В 1891 в Тедженский уезд были переданы Атекское (из Асхабадского уезда) и Серахское (из Мервского) приставства. Такое деление сохранялось до 1917 года.
В начале XX века Закаспийская область делилась на 5 уездов:
| № | Уезд          | Уездный город                   | Площадь, вёрст² | Население (1897), чел. |
| - | ------------- | ------------------------------- | --------------- | ---------------------- |
| 1 | Асхабадский   | Асхабад (19 426 чел.)           | 86 746,0        | 92 205                 |
| 2 | Красноводский | Красноводск (6322 чел.)         | 110 000,0       | 53 768                 |
| 3 | Мангышлакский | Александровский форт (895 чел.) | 190 200,0       | 68 555                 |
| 4 | Мервский      | Мерв (8533 чел.)                | 110 795,0       | 119 255                |
| 5 | Тедженский    | Серахс (1520 чел.)              | 33 997,0        | 48 704                 |

В 1917 все приставства были переименованы в участковые комиссарства. Одновременно образовано два новых комиссарства: Челекенское в Красноводском уезде и Байрам-Алийское в Мервском. Через год Кара-Калинское комиссарство передано из Красноводского в Асхабадский уезд.
В 1919 Асхабадский уезд переименован в Полторацкий. Участковые комиссарства были упразднены. 4 из 5 уездов были разделены на районы: в Красноводский уезд входили Джебельский, Казанджикский, Приморский и Чикишлярский районы; в Мервский уезд — Байрам-Алийский, Иолотанский, Кушкинский, Отамышский, Тахта-Базарский и Тохтамышский; в Полторацкий уезд — Бахарденский, Восточный, Геок-Тепинский, Кизыл-Арватский и Фирюзинский; в Тедженский уезд — Гинцбургский, Серахский и Тедженский. Уже в 1920 году районы были упразднены.
Летом 1920 года Мангышлакский уезд был передан в Киргизскую АССР. Временно был восстановлен Кушкинский район Мервского уезда (просуществовал 2 месяца).
7 августа 1921 года Закаспийская область была преобразована в Туркменскую.

### Начальники области

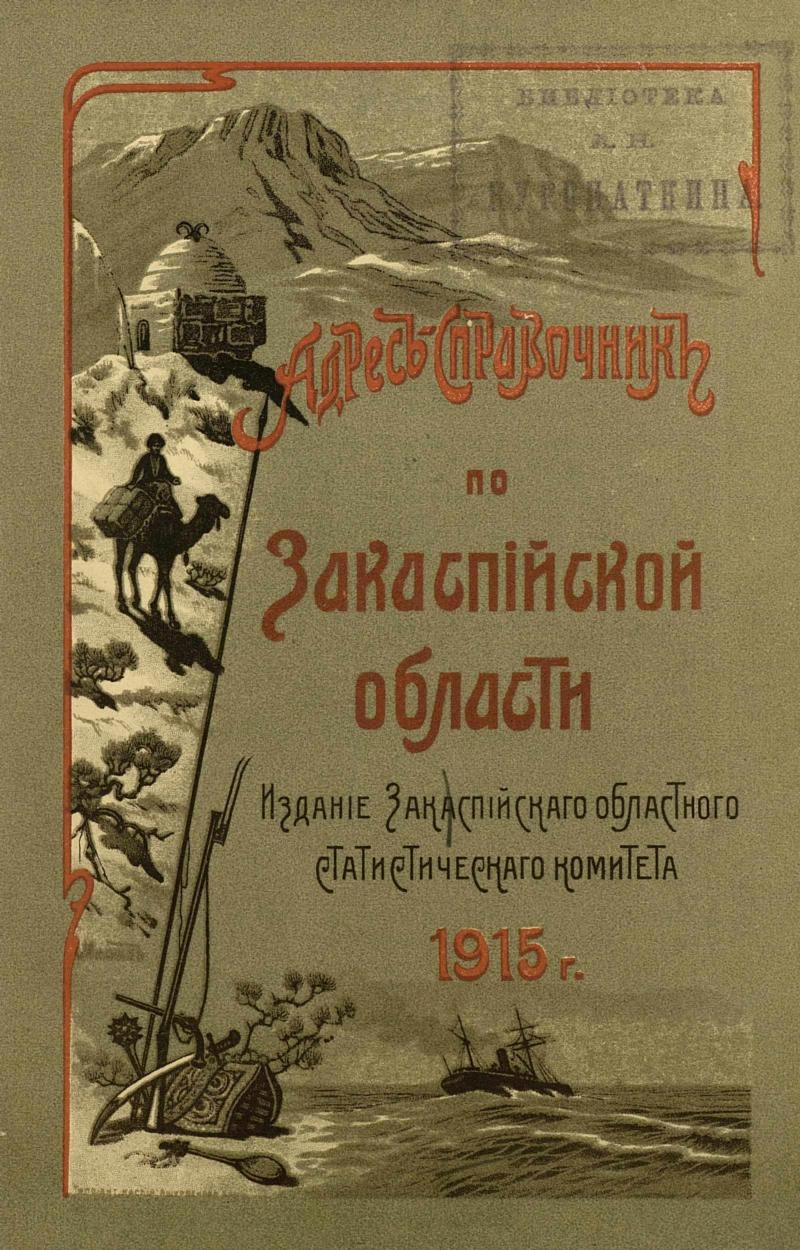
Адрес-справочник по Закаспийской области

| Ф. И. О.                         | Титул, чин, звание | Время замещения должности |
| -------------------------------- | ------------------ | ------------------------- |
| Рерберг, Пётр Фёдорович          | генерал-лейтенант  | 06.05.1881—22.03.1883     |
| Комаров, Александр Виссарионович | генерал-лейтенант  | 22.03.1883—27.03.1890     |
| Куропаткин, Алексей Николаевич   | генерал-лейтенант  | 27.03.1890—01.01.1898     |
| Боголюбов, Андрей Андреевич      | генерал-лейтенант  | 19.10.1898—19.03.1901     |

### Военные губернаторы
| Ф. И. О.                       | Титул, чин, звание | Время замещения должности |
| ------------------------------ | ------------------ | ------------------------- |
| Субботич Деан Иванович         | генерал-лейтенант  | 10.04.1901—14.12.1902     |
| Усаковский Евгений Евгеньевич  | генерал-лейтенант  | 14.12.1902—05.12.1905     |
| Косаговский Владимир Андреевич | генерал-майор      | 05.12.1905—10.02.1908     |
| Евреинов Михаил Дмитриевич     | генерал-лейтенант  | 10.02.1908—01.01.1911     |
| Шостак Фёдор Александрович     | генерал-лейтенант  | 01.01.1911—15.01.1913     |
| Леш, Леонид Вильгельмович      | генерал-лейтенант  | 15.01.1913—1916           |

## Население
Национальный состав в 1897 году:
| Уезд            | туркмены | казахи | русские | персы | украинцы | армяне | поляки | татары |
| --------------- | -------- | ------ | ------- | ----- | -------- | ------ | ------ | ------ |
| Область в целом | 65,0 %   | 19,4 % | 7,3 %   | 2,1 % | 1,3 %    | 1,1 %  | …      | …      |
| Асхабадский     | 73,1 %   | …      | 12,8 %  | 3,5 % | 2,5 %    | 2,5 %  | 1,9 %  | 1,3 %  |
| Красноводский   | 62,4 %   | 19,3 % | 9,7 %   | 3,4 % | 1,0 %    | 1,8 %  | …      | …      |
| Мангышлакский   | 4,0 %    | 93,1 % | 2,6 %   | …     | …        | …      | …      | …      |
| Мервский        | 88,0 %   | …      | 4,5 %   | …     | 1,3 %    | …      | …      | 1,5 %  |
| Тедженский      | 82,0 %   | …      | 7,9 %   | 4,1 % | 1,6 %    | …      | 1,1 %  | …      |

## Экономика
Российская администрация начала активное развитие региона, делая упор прежде всего на внедрение культуры хлопчатника. В область были завезены американские сорта хлопка, в результате чего посевные площади этой культуры с конца 1880-х годов постоянно росли: 0,1 тыс. десятин в 1889 году и около 14 тыс. десятин в 1898 году. Также активно проводились ирригационные работы — в 1887—1890 годах построена Султанбентская плотина, в 1893 году Кызганбентская плотина, в 1891—1895 годах Гиндукушская плотина. Царская администрация также провела земельную реформу, изъяв более 200 тыс. общинных (кярендных) земель. В 1892 году открыта первая ссудная касса, а в 1895 году первое отделение Государственного банка. Местная промышленность ориентировалась на производство ковров, очистку хлопка (в 1892 году в Мерве уже действовали два хлопкоочистительных завода), производство продуктов питания, а также на добычу нефти.

## Образование, здравоохранение и социальная сфера
К 1904 году в области действовали две гимназии (мужская и женская) и 41 начальное училище, в последних обучались 2189 человек (правда среди них было только 162 туркмена и 31 казах). В области возникли медицинские учреждения — в 1895 году Закаспийская областная больница. Борьба с эпидемиями была весьма эффективной — например, в 1896—1897 году удалось предотвратить проникновение чумы из Афганистана и Индии. Развивалась социальная сфера — в 1891 году открыта ночлежка, а в 1892 году сиротский приют.

## Уроженцы
- Аллаберды Агалиев (1914—1972) — Герой Советского Союза.
- Недирбай Айтаков (1894—1938) — советский партийный, государственный и общественный деятель. 1-й Председатель Президиума ЦИК СССР от Туркменской ССР (1925—1938).
- Сухан Бабаев (1910—1995) — советский государственный и партийный деятель. Председатель Совета народных комиссаров Туркменской ССР (1945—1946), 1-й председатель Совета министров Туркменской ССР (1946—1951), Первый секретарь ЦК КП Туркменистана (1951—1958).
- Жанай Баймагамбетов (1903—1938) — деятель ВКП(б), 2-й секретарь Восточно-Казахстанского обкома. Входил в состав особой тройки НКВД СССР.
- Владимир Львович Бурцев (1862—1942) — русский публицист и издатель, «Шерлок Холмс русской революции».
- Джума Дурды Караев (1910—1960) — советский партийный деятель. Председатель Совета министров Туркменской ССР (1958—1959), Первый секретарь ЦК Компартии Туркменистана (1958—1960)
- Вели Мухатов (1916—2005) — туркменский советский композитор.
- Бояр Овезов (1900—?) — дважды Герой Социалистического Труда (1948, 1957).
- Таира Акпер кызы Таирова (1913—1991) — советский и азербайджанский государственный деятель и дипломат, министр иностранных дел Азербайджанской ССР (1959—1983).
- Айдогды Тахиров (1907—1943) — Герой Советского Союза.
- Оразгельды Эрсарыев (1900—1978) — новатор колхозного производства, дважды Герой Социалистического Труда (1947, 1957).
- Тоушан Эсенова (1915—1988) — туркменская советская поэтесса, писательница, драматург, заслуженная поэтесса Туркменской ССР (1939), народный писатель Туркменской ССР (1974).

## Источник
- Закаспийская область // Энциклопедический словарь Брокгауза и Ефрона : в 86 т. (82 т. и 4 доп.). — СПб., 1890—1907.
- Ян В. Г. Голубые дали Азии: путевые заметки // Огни на курганах: Повести, рассказы. — М.: Советский писатель, 1985. — С. 597—677.